# Peter Goldsmith, Baron Goldsmith

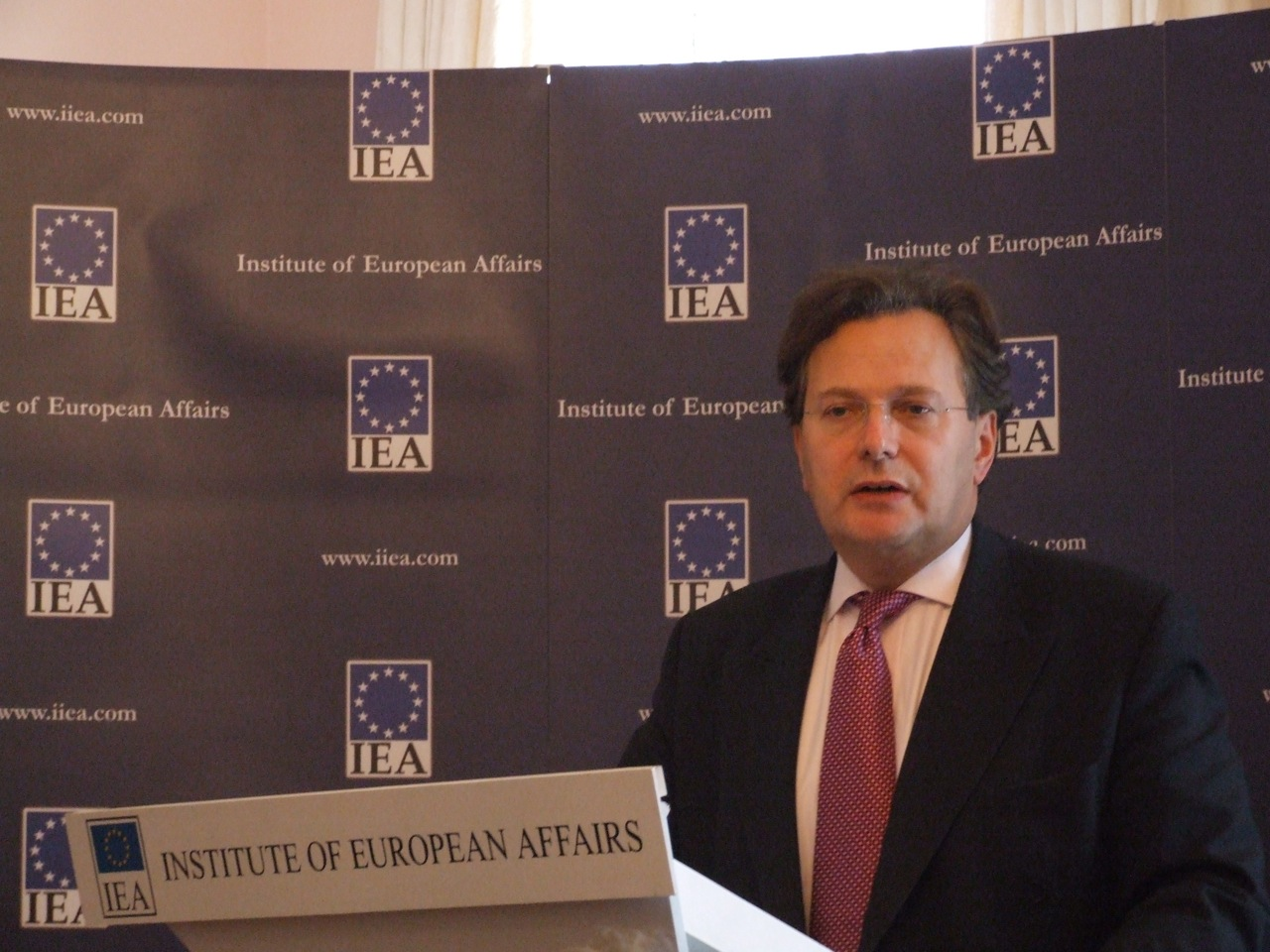
Lord Goldsmith

Peter Henry Goldsmith, Baron Goldsmith, PC, QC (* 5. Januar 1950 in Liverpool) ist ein britischer Anwalt und ehemaliger Attorney General von England und Wales sowie von Nordirland.

## Familie, Ausbildung und Titel
Goldsmith wurde als Sohn von Sydney Elland Goldsmith und dessen Frau Myra Nurick geboren. 1974 heiratete er seine Frau Joy, mit der er drei Töchter und einen Sohn hat.
Seine schulische Ausbildung erhielt er an der Calderstones School in Liverpool. Nach seinem Studium der Rechtswissenschaften am Gonville and Caius College der Cambridge University absolvierte er einen Aufbaustudiengang am University College London, den er 1972 mit dem Master of Law abschloss. Am 29. Juli 1999 wurde er in den Stand eines Life Peer erhoben und trägt seither den Titel Baron Goldsmith, of Allerton in the County of Merseyside.

## Beruflicher Werdegang
Nach Abschluss seines Studiums erhielt er 1972 seine Anwaltszulassung als Barrister-at-Law durch die Rechtsanwaltskammer Gray’s Inn. Zudem gehört er der Anwaltskammer von Paris an und ist seit 2010 auch berechtigt, in New South Wales als Anwalt tätig zu sein. Bis 2001 praktizierte er für Fountain Court Chambers. Dort beschäftigte er sich hauptsächlich mit Fragen aus dem Wirtschaftsrecht und mit Berufungsfällen. 1987 wurde ihm der Titel eines Queen’s Counsel verliehen, 1995 wurde er zum Deputy High Court Judge ernannt. Die Berufung zum Attorney General erfolgte 2001, im Jahr darauf wurde er Privy Counsellor.
In Verbindung mit dem Irak-Krieg geriet Goldsmith unter Kritik, nachdem Briefe öffentlich wurden, denen zufolge er die Rechtmäßigkeit einer Invasion zunächst anzweifelte, später jedoch als gegeben ansah.
Vom Amt des Attorney General trat er am 27. Juni 2007 zurück, am gleichen Tag, an dem auch Tony Blair seinen Posten als Premierminister aufgab. Unter allen Attorney Generals, die der Labour-Partei angehörten, ist er derjenige mit der längsten Amtszeit. Im September 2007 schloss er sich der US-amerikanischen Anwaltskanzlei Debevoise & Plimpton an. In deren Londoner Büro ist er mit Streitigkeiten im europäischen und asiatischen Bereich befasst.

## Mitgliedschaften
Seit 1997 ist Goldsmith Mitglied des American Law Institute. Zudem gehört er sowohl der Union Internationale des Avocats als auch der International Bar Association an.

## Publikationen
- An Introduction to International Public Policy. In: Devin Bray, Heather L. Bray (Hrsg.): International Arbitration and Public Policy. Juris Publishing, New York City 2014, ISBN 978-1-937518-44-8.
- Citizenship: Our common bond. Ministry of Justice, London 2008.
- Peter Goldsmith: Die FIFA-Reform. Hrsg.: Mark Pieth. Dike, Zürich 2014, ISBN 978-3-03751-633-1 (englische Parallel-Ausgabe: Reforming FIFA 2014, ISBN 978-3-8487-1571-8).